# سیتواسترولمی
سیتواسترولمی Citosterolaemia که فیتواسترولمی Phytosterolaemia نیز خوانده می‌شود، نوعی ناهنجاری اتوزوم مغلوب در متابولیسم چربی هاست.

## علائم بالینی
شامل بروز گزانتوم، آترواسکلروز زودرس و گاهی همولیز است.

## نقص بیوشیمی
جذب روده‌ای استرول‌های مصرفی موجود در ماهی‌ها و گیاهان افزایش یافته و دفع صفراوی آن‌ها کاهش می‌یابد.

## توارث ژنتیکی
اتوزوم مغلوب.

## میزان بروز
نامعلوم.

## روش تشخیص
- سرم: کلسترول طبیعی تا بسیار بالا، فیتواسترولها و سیتواسترولها بالا.
- گازکروماتوگرافی- اسپکتروسکوپی جرم: فیتواسترولها و سیتواسترولها بالا.

## درمان
رژیم غذایی با کاهش مصرف چربیهای گیاهی و استفاده از رزینهای تعویض آنیون.

## آزمون تشخیص قبل از تولد
ندارد.